# Romaric Camou
Pour les articles homonymes, voir Camou (homonymie).
Pas d'image ? Cliquez ici

a Compétitions nationales et continentales officielles uniquement.

Dernière mise à jour le 3 juillet 2025.
Romaric Camou, né le 9 octobre 1996 à La Rochelle (Charente-Maritime), est un joueur français de rugby à XV évoluant aux poste d'ailier ou d'arrière au RC Vannes.

## Biographie
Romaric Camou naît le 9 octobre 1996 à La Rochelle dans le département français de la Charente-Maritime,. En 2009, il rejoint le club de rugby à XV de l'Atlantique Stade rochelais en catégorie cadet. Il franchit toutes les étapes au sein du club jusqu'à intégrer le centre de formation.
Romaric Camou fait ses débuts avec l'équipe professionnelle du Stade rochelais le 5 juin 2016 lors de la dernière journée du Top 14 en tant que titulaire face à l'ASM Clermont (défaite 57 à 8). Il signe son premier contrat professionnel en avril 2018. En trois saisons, il ne dispute que neuf matchs et inscrit trois essais.
Durant l'été 2019, il est prêté en Pro D2 à l'USON Nevers. À l'issue de la saison 2019-2020, il s'engage définitivement pour deux saisons avec le club de la Nièvre. Lors de la saison 2020-2021, il s'impose dans l'effectif jusqu'à être co-meilleur marqueur d'essai de Pro D2 pendant une partie de la saison.
En avril 2022, il s'engage pour trois saisons avec le RC Vannes, toujours en Pro D2. Lors de la saison 2023-2024 de Pro D2, il est titulaire lors de la victoire, 16 à 9, en finale du championnat des Vannetais face au FC Grenoble, il inscrit le seul essai de la rencontre et il remporte la Pro D2 et son club accède au Top 14 pour la première fois de son histoire,.
Fin septembre 2024, il prolonge son contrat jusqu'en juin 2027.

## Palmarès
- Vainqueur de la Pro D2 en 2024 avec le RC Vannes.